# Jorge Zaydan
Jorge Zaydan ou Jūrjī Zaydān (en arabe : جورجي زيدان), né le 14 décembre 1861 à Beyrouth et décédé le 21 juillet 1914 au Caire, est un écrivain originaire du Mont Liban

## Biographie
Après des études en médecine, puis en pharmacie à l'université protestante syrienne, il quitte son pays natal pour l’Égypte. Nourrissant une passion pour la science et la littérature, il devient rédacteur du journal الزمان (Azamman) puis traducteur pour les services secrets. En 1892, il crée au Caire la revue «الهلال » (al-Hilâl) qui deviendra l'une des plus grandes revues et maisons d'édition qu'il dirige pendant 20 ans jusqu’à sa mort en 1914.
Les nombreuses œuvres de Jorge Zaydan concernent l’histoire « تاريخ مصر الحديث», la géographie «تاريخ التمدن الإسلامي », la littérature « تراجم مشاهير الشرق » et la linguistique « تاريخ آداب اللغة العربية».
Cet auteur de la Nahda, amoureux de la langue arabe et de la science, a su combiner ses deux passions pour apporter un genre nouveau dans l’historiographie scientifique moderne et l’histoire de la culture arabe. D’ailleurs, jusqu’à aujourd’hui ses œuvres servent d’ouvrages de référence pour les chercheurs du domaine, bien qu'elles soient quelquefois traitées avec condescendance. Ainsi, Anne-Laure Dupont indique que « Jacques Berque, par exemple, n’avait que mépris pour le cosmopolitisme emplumé d’arabisme ».
Le but de Zaydan est d’enseigner à ses lecteurs, jugés peu instruits, l’histoire des Arabes, tout en les amusant. Il se sert ainsi du roman, forme empruntée dans une certaine mesure à l’Occident.
Il choisit soigneusement des périodes de troubles qui amènent deux forces adverses à la confrontation. Il introduit alors de hauts faits d’aventures et d’histoires d’amour contrariées se terminant généralement par une fin heureuse.
Il fait défiler devant les lecteurs d’al Hilal, les différents chapitres de l’histoire arabe allant de la prise de pouvoir par les Omeyyades, jusqu’aux Mamelouks en passant par la conquête de l’Andalousie ou encore la bataille de Poitiers.

## Apport dans la littérature et pensée de laNahda
Zaydan définit des idéaux, communique une morale et instruit en amusant. Le religieux inspire le Roman et le roman couvre d’humanité, le sacré. Tel a été le défi de Zaydan.
Cependant, la réécriture du roman s’accompagne de techniques d’écriture nouvelles, empruntées ou modifiées.
Ainsi, on recherche une expression fluide et facile accessible à tous. L’expression doit être dénuée de toute préciosité de façon que la forme soit l'équivalent du contenu.
Par ailleurs, il n’hésite pas à illustrer l’ouvrage par des dessins et ajouter des voyelles brèves quand nécessaire. La ponctuation étudiée de ses œuvres s’inscrit dans une dynamique de mouvements et ajoute du suspense. Ce qui a pour valeur de séduire le lecteur.
En outre, Zaydan adopte un cheminement scientifique qui permet plus de clarté. En effet, il répartit les thèmes traités de façon logique, en parties harmonieuses, parfaitement enchaînées et bien cohérentes. Aussi, il divise les sujets traités en chapitres et parties en leur donnant des titres clairs et en variant les caractères typographiques en fonction du contenu (un corps pour le texte général, un autre pour les notes, pour les titres…). Et, à la manière allemande, il clôt le livre par des index alphabétiques qui facilitent la recherche dans les multiples traitements du sujet initial et des notes de bas de pages.
Plusieurs de ces romans ont été traduits en français, comme Al-Abbâsa, traduit en 1912 qui deviendra La Sœur du calife.
Son petit-fils Georges Zaidan est à l'origine d'une fondation qui porte son nom et qui vise à traduire son œuvre en anglais.

## Son œuvre
C'est une œuvre rédigée en arabe de 20 volumes de 550 à 800 pages (quelque 14 000 pages au total) renfermant 9 volumes relatant des contes historiques romanesques, 6 volumes d'histoire et 5 volumes d'ordre général.
- Tome 1 : Fâtâtu Ghassan (la jeune fille de Ghassan - voir Ghassanides) : Conte relatant l'état de l'Islam depuis ses débuts jusqu'aux conquêtes de l'Irak et du Shâm, avec un étalage des mœurs arabes avant et au début de l'islam.

Référence: مؤلفات جرحي زيكان الكاملة - الجزء الأول - صفحة 7
- Tome 1 : Armanussa al-Massriyyah (Armanussa l'Égyptienne) : Conte relatant les détails de la conquête islamique de l'Égypte et d'Alexandrie par Amr Ibn Al-As en l'an 640, avec une description de la situation des arabes et de leurs mœurs, ainsi que la situation des Coptes et des Romains à cette époque.

Référence: مؤلفات جرحي زيكان الكاملة - الجزء الأول - صفحة 445
- Tome 2 : Adraoû Qurâysh (La vierge de Quraych) : Conte relatant l'assassinat du calife Othmân ibn Affân et sa succession par le calife Ali Ibn Abi Talib, avec tout ce qui s'est ensuivi comme désordre, notamment la Bataille du chameau et la bataille de Siffin, et l'arbitrage des deux juges lors de cette bataille, ainsi que la sortie de l'Égypte du califat d'Ali.

Référence: مؤلفات جرحي زيكان الكاملة - الجزء الثاني - صفحة 5
- Tome 2 : Fatatou al-Qayrawân (La jeune fille de Kairouan) : Conte relatant l'apparition des Fatimides en Ifriquia (Tunisie), et les bienfaits d'Al-Muizz li-Dîn Allah et son chef militaire Jawhar al-Siqilli, avec l'épisode de la sortie de l'Égypte du gouvernement des Ikhchidides en l'an 208 Hj, et la description de ces derniers et de leurs armées.

Référence: 251 مؤلفات جرحي زيكان الكاملة - الجزء الثاني - صفحة -
- Tome 2 : al-Abbassatu ukhtu ar-Rashid (Abbâssa Sœur d'ar-Râshid) : Conte relatant la Naqba des Baramika (Tuerie des Barmakides) et ses causes, avec tout ce que s'y rapporte comme faste des califes Abbassides, leurs parâts, leurs cortèges, leur civilisation au temps d'Errachid.

Référence: مؤلفات جرحي زيكان الكاملة - الجزء الثاني - صفحة 491
- Tome 3 : Ghadât Karbalâ (La belle de Karbala) : Conte relatant l'assassinat de Hussein ben Ali, et de sa famille dans la plaine de Karbala (Bataille de Karbala), ainsi que la bataille d'Al-Ḥarra, et du mandat de Yazid Ier et ce qui s'est passé comme évènements et désordres jusqu'à sa mort en l'an 64 Hj.

Référence: مؤلفات جرحي زيكان الكاملة - الجزء الثالث - صفحة 5
- Tome 3 : 'Aruss Farghana (La mariée de Ferghana): Conte relatant le califat Abbasside et sa capitale Samarra au temps d'Al-Muʿtas̩im (Abbasside), ainsi que l'envie des Perses de restituer leur État et la résurgence des Romains pour envahir l'empire musulman.

Référence: مؤلفات جرحي زيكان الكاملة - الجزء الثالث - صفحة 265
- Tome 3 : Shajaratu Dorr (L'arbre de perles) : Conte relatant l'assassinat du dernier roi Ayyoubide Tûrân Châh et la proclamation de Chajar ad-Durr, épouse du Roi Malik al-Salih Ayyoub, et son couronnement comme Reine d'Égypte. Elle fut la première reine dans l'Islam.

Référence: 513 جرحي زيكان الكاملة - الجزء الثالث - صفحة
- Tome 4 : Abu Muslim al-Khorâssani : Conte relatant la chute de la dynastie Omeyyade et l'établissement de la dynastie Abbasside et la contribution d'Abu Muslim al-Khurasani dans sa mise en place; jusqu'à son assassinat au cours du règne d'Al-Mansûr. Avec la description des mœurs des Khorassaniens.

Référence: مؤلفات جرحي زيكان الكاملة - الجزء الرابع - صفحة 5
- Tome 4 : Ahmâd Ibn Tulûn (Ahmad Ibn Touloun) : Conte décrivant l'Égypte et la Nubie du milieu du troisième siècle de l'Hègire, sous le règne d'Ahmed Ibn Touloune; avec la situation politique, sociale et littéraire.

Référence: مؤلفات جرحي زيكان الكاملة - الجزء الرابع - صفحة 258
- Tome 4 : al-Hajjaj Ibn Yussuf (Al-Hajjaj ben Yusef) : Conte relatant le siège de la Mecque au temps d'`Abdullah ibn az-Zubayr jusqu'à sa conquête et au meurtre de ce dernier et l'établissement du règne au profit d'Abd Al-Malik; avec la description de la Mecque et de Médine.

Référence: 475 فات جرحي زيكان الكاملة - الجزء الرابع - صفحة
- Tome 5 : 17 Ramadan': Conte relatant les détails de l'assassinat de l'Imam Ali ibn Abi Talib et la situation des Kharidjites (kharidjisme), ainsi que la suite des désordres suscités par l'assassinat du calife Othmân ibn Affân et la prise du pouvoir califal par les Omeyades et leur séparation des Ahl Al Baît (la famille du prophète).

Référence : 5 فات جرحي زيكان الكاملة - الجزء الخامس - صفحة
- Tome 5 : al-Âmin et al-Mâmoun: Conte relatant le différend entre Al Amin (Muhammad ibn Harun al-Amin) et Al-Ma’mūn à la suite du décès de leur père Hâroun ar-Rachîd et le soutien des Perses à Al Mâmoun en conquérant Baghdad et en tuant Al Amin.

Référence : مؤلفات جرحي زيكان الكاملة - الجزء اللخامس - صفحة 211
- Tome 5 : Salah ad-Dîn al-Ayyubi : Conte relatant le passage de l'Égypte de la domination des Fatimides à celle des Ayyoubides sous l'égide du Sultan Saladin; avec la description du groupe des Ismaéliens connus sous le nom des Hachachines.

Référence: مؤلفات جرحي زيكان الكاملة - الجزء اللخامس - صفحة 467
- Tome 6 : Le coup d'état Ottoman : Conte relatant la situation des Turcs à la fin du règne du Sultan Abdülhamid II, avec la description de sa vie à Yildiz (quartier d'Istanbul) et ses palais, ses espions et ses courtisans; jusqu'au triomphe du Comité Union et Progrès en obtenant la constitution de 1908.

Référence: مؤلفات جرحي زيكان الكاملة - الجزء السادس - صفحة 5
- Tome 6 : Fath al-Andaluss (la conquête de l'Andalousie) : Conte relatant l'histoire de l'Espagne avant la conquête musulmane, et décrit sa conquête par Tarik Ibn Ziad ainsi que la mort du roi des Wisigoths Rodéric.

Référence: مؤلفات جرحي زيكان الكاملة - الجزء السادس - صفحة 261
- Tome 6 : Istibdâd al-Mamalik (Le despotisme des Mamelouks) : Conte relatant la situation politique et sociale de l'Égypte et de la Syrie à la fin du XVIIIe siècle, ainsi que la vie de Ali Bek le Grand (Cheikh Al Balad du Caire), de ses contemporains Mamluk d'Égypte et des Princes du Bilad el-Cham. Il fait état également de la guerre entre la Turquie et la Russie.

Référence: مؤلفات جرحي زيكان الكاملة - الجزء السادس - صفحة 507
- Tome 7 : Assir Al Mutamahdi (Le prisonnier du prétendu Mahdi) : Conte relatant la situation de l'Égypte et du Soudan au dernier quart du XIXe siècle et les intrigues des États étrangers qui ont amené à la révolution urabienne (Ahmed Urabi) en Égypte et à la révolution Mahdiste (de Muhammad Ahmad ibn Abd Allah Al-Mahdi) au Soudan et l'occupation Britannique de la vallée du Nil.

Référence: 5 مؤلفات جرحي زيكان الكاملة - الجزء السابع - صفحة
- Tome 7 : Al Mamlouk Ach Charide (Le Mamlouk errant) : Conte relatant les faits survenus en Égypte et en Syrie et la situation de ces pays pendant la première moitié du XIXe siècle. Parmi leurs acteurs figurent l'émir Bachir Chihabi, Mohamed Ali Bacha la Grand, Ibrahim Bacha et Amine Bek.

Référence: مؤلفات جرحي زيكان الكاملة - الجزء السابع - صفحة 227
- Tome 7 : Jihad al-Muhibbîn (La lutte des amants) : C'est un roman qui relate une tragédie amoureuse.

- Tome 8 : Charles et 'Âbd ar-Rahmân : Conte relatant les conquêtes arabes en France sur les bords de la Loire aux environs de Tours et ce qui en est suivi de l'alliement des Francs pour les repousser, à leur tête Charles Martel.

Référence: مؤلفات جرحي زيكان الكاملة - الجزء الثامن - صفحة 5
- Tome 8 : 'Abd ar-Rahmân an-Nassir : Conte relatant l'Andalous et sa civilisation au temps du calife Omeyyade Abd al-Rahman III, avec la description de ses somptueux palais et des réceptions qu'il y fit des représentants des rois d'Europe.

Référence: مؤلفات جرحي زيكان الكاملة - الجزء الثامن - صفحة 257
- Tome 9 : Tarikh Misr al-Hadith (Histoire de l'Égypte Moderne)

- Tome 10 : Tarikh al-'Arab Qabl al-Islâm (Histoire des Arabes avant l'Islam)

- Tomes 11 et 12 : Tarikh at-Tamaddûn al-Islamiy (Histoire de la civilisation musulmane)

- Tomes 13 - 14 et 15 : Tarikh Adâb Llughâ al-'Arabiyyah (Histoire de la littérature de langue arabe) - avec un supplément au tome 15 sur les hommes célèbres en Orient.

- Tome 16 : 2e partie des hommes célèbre d'Orient - Philosophie linguistique - Histoire de la langue arabe.

- Tome 17 : Tarikh Al Massuniyyah al-'Amm (Histoire générale de la Franc-maçonnerie) -

- Tome 17 : 'Ilm al-Firassa al-Hâdith (La physiognomonie moderne)

- Tomes 18 et 19 : Majmu'ât Maqalât (Collection d'articles)

- tome 20 : Ahwâl Duwâl al-Mu'âssira (Les États contemporains) - Muluk ash-Sharq wa Umaraûh (Rois et princes d'Orient) - al-Manassib wa ar-Rutâb (postes et grades) - Mudhâkkirat (Mémoires de Georgy Zeidane)

### Traduits en français
- Saladin et les Assassins  (trad. de l'arabe par Jean-Marie Lesage), Paris, Paris Méditerranée, 2003, 330 p. (ISBN 2-84272-180-2)
- La bataille de Poitiers  (trad. Jean-Marie Lesage), Non Lieu, 2011, 325 p. (ISBN 978-2-35270-094-4)
- La Demoiselle de Kairouan  (trad. Nadia Ramzi), AlterEdit, 2005, 312 p. (ISBN 978-2-84633-057-2)

### Articles et ouvrages d'analyse
- (en) Grit Bashkin, Harem histories : Envisioning Places and Living Spaces : Harems. Women. and Political Tyranny in the Works of Jurji Zaydan, Marilyn Booth, Duke University Press, 2010
- (en) Donald M. Rein, « The Syrian Christians and Early Socialism in the Arab World », International Journal of Middle East Studies, Cambridge University Press, vol. 5,‎ 1974 (DOI 10.1017/S0020743800027811, résumé)
- Anne-Laure Dupont, Ğurğī Zaydān (1861-1914), Ecrivain réformiste et témoin de la Renaissance arabe, Damas, Institut Français du Proche-Orient, 2006, 760 p.[4]